# Mark Pavelich
Mark Thomas Pavelich, född 28 februari 1958 i Eveleth i Minnesota, död 4 mars 2021 i Minneapolis, var en amerikansk ishockeyspelare. Pavelich blev olympisk guldmedaljör i ishockey vid vinterspelen 1980 i Lake Placid.
Under 1970-talet spelade han i ett lag som tillhörde University of Minnesota Duluth. Tillsammans med John Harrington bildade han ett anfallsduo. Pavelich ingick sedan i USA:s olympiateam som bildades av studenter. Laget spelade två veckor före de olympiska vinterspelen ett testmach mot Sovjetunionen som förlorades med 3-10. Sedan skapade tränaren en anfallslinje med tre spelare från Minnesota. Under de olympiska spelen vann laget mot Sovjetunionen i semifinalen och sedan med 4-2 mot Finland i finalen.
Pavelich spelade för  bl a New York Rangers och Minnesota North Stars i NHL